# Shingo Shibata
Shingo Shibata (柴田 慎吾 Shibata Shingo?, nacido el 13 de julio de 1985 en Tokio) es un exfutbolista japonés. Jugaba de defensa y su último club fue el Thespa Kusatsu de Japón.

## Trayectoria

### Clubes
| Club              | País  | Año         |
| ----------------- | ----- | ----------- |
| Consadole Sapporo | Japón | 2008 - 2009 |
| Thespa Kusatsu    | Japón | 2010        |